# لويس جرافيتو
لويس ألفريدو جارافيتو كوبيلوس (من مواليد 25 يناير 1957) والمعروف أيضًا باسم لا بيستيا ("الوحش") هو قاتل متسلسل ومغتصب كولومبي وسفاح الأطفال. في عام 1999 اعترف باغتصاب و تعذيب و قتل 147 طفل،  ولكن السلطات تقول بأنه قتل 300. وقد وصفت وسائل الإعلام المحلية بأنها «أسوأ سفاح في العالم» نظراً لعدد الضحايا الكبير.
بدأ جارافيتو سلسلة من عمليات التعذيب والاغتصاب على القاصرين الذين تتراوح أعمارهم بين 6 و 16 عامًا في خريف عام 1980 ، وتشير التقديرات إلى أنه اغتصب وعذّب ما لا يقل عن 200 قاصر قبل اغتصاب وتعذيب وتشويه وقتل 189 قاصرًا إضافيًا في كولومبيا من 4 أكتوبر 1992 إلى 21 أبريل 1999، فضلاً عن 4 جرائم قتل في الإكوادور خلال صيف عام 1998.
اعتقل جارافيتو في 22 أبريل 1999 بتهمة محاولة اغتصاب جون إيفان سابوغال البالغ من العمر 12 عامًا. واحتُجز تحت الاشتباه لعدة أشهر قبل أن يعترف في 28 أكتوبر / تشرين الأول 1999. وقررت الهيئة القضائية أن مجموع عقوبة جارافيتو كان 1853 سنة و 9 أيام في السجن. غارافيتو هو القاتل المتسلسل الأكثر إجراما في التاريخ الحديث، حيث قتل ما لا يقل عن 193 قاصرًا في كولومبيا والإكوادور. إذا كان اعترافه عام 2003 صحيحًا ، فإن قتله لـ 23 قاصرًا و 5 بالغين سيرفع العدد الإجمالي لضحاياه إلى 221.